# Haus der Stadtgeschichte (Kamen)
Das Haus der Stadtgeschichte in Kamen befindet sich in der Nähe des Rathauses zwischen dem Kamener Markt und dem Kamener Bahnhof. Es stellt das historische Gedächtnis der Stadt Kamen dar, beheimatet das Stadtarchiv, die wissenschaftliche Bibliothek und das lokalgeschichtliche Museum. Vor 2001 befand sich das Stadtarchiv im Gebäude des Rathauses am Alten Markt in Kamen, wo es zuerst ehrenamtlich geführt wurde, bis es dann 1981 hauptamtlich übernommen wurde. Das Archiv des Hauses archiviert Schriftgut der Stadtverwaltung Kamen, aber auch Unterlagen zahlreicher anderer Stellen, wie beispielsweise Vereinen, Gewerkschaften und Parteien mit einem Bezug zu Kamen werden gesammelt. Im Museum ist eine Dauerausstellung zu sehen, deren Exponate eine Zeitspanne von der römisch-germanischen bis zur Gegenwart umspannen.

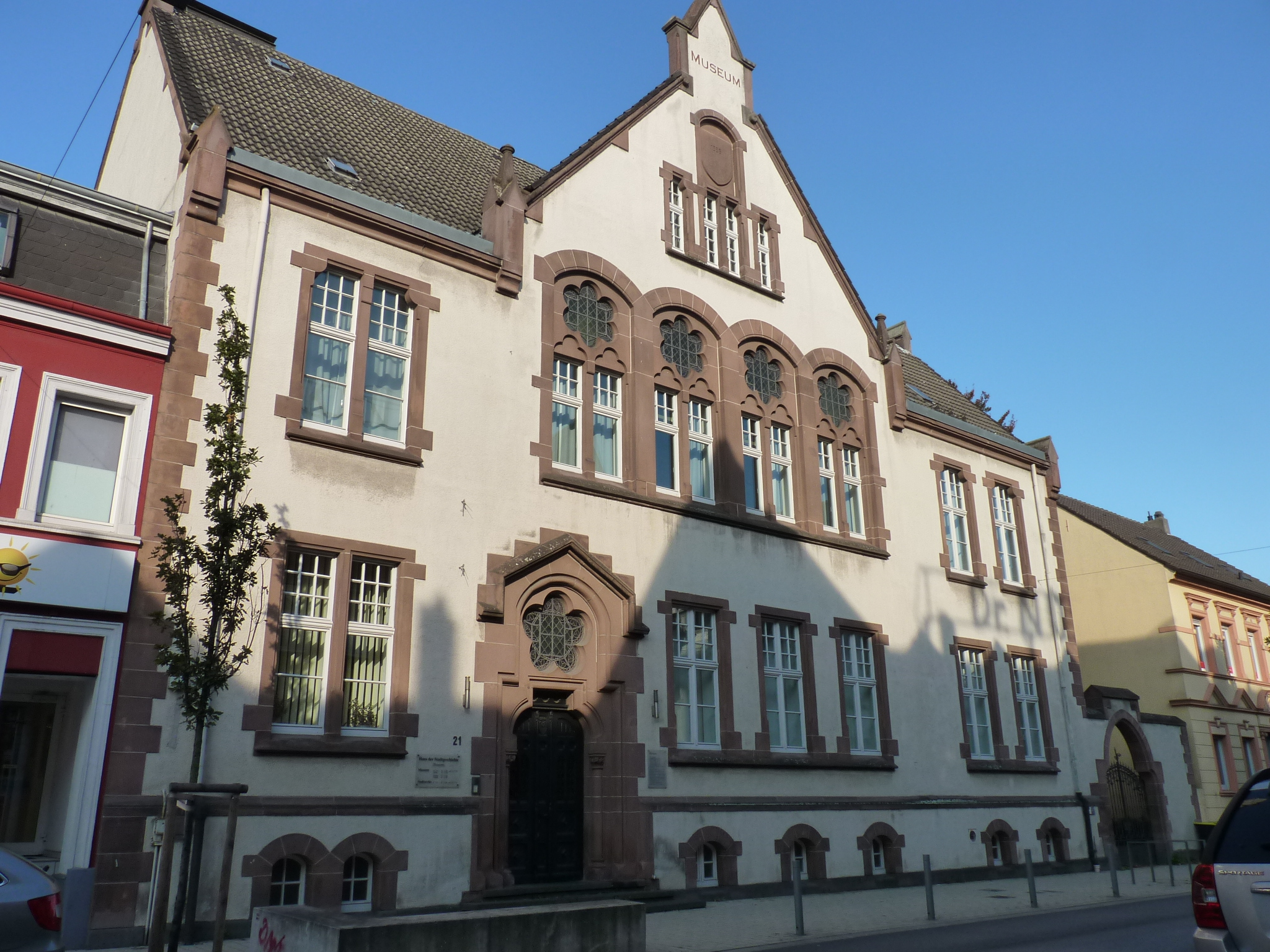
Haus der Stadtgeschichte

## Gebäude
Das sowohl innen wie außen unter Denkmalschutz stehende Gebäude wurde ursprünglich in den Jahren 1894 bis 1896 für das königlich preußische Amtsgericht errichtet und wurde am 18. Januar 1896 an den preußischen Fiskus verpachtet. Es ist ein gut erhaltenes Bauwerk aus der Zeit des Historismus. Der Bau des Gebäudes geschah wohl nach einem einheitlichen Musterentwurf, da in Schwerte ein fast gleicher Gerichtsbau zu finden ist. Bis heute ist es im Städtischen Besitz geblieben. Das Haus wurde von 1896 bis 1964 als Amtsgericht genutzt, von 1964 bis 1977 diente es als städtisches Verwaltungsgebäude, von 1977 bis März 1998 befand sich die Kreis- bzw. Stadtbücherei in dem Gebäude. Nachdem die Bücherei ins Alte Rathaus gezogen war, wurde am 3. November 1998 der Ratsbeschluss getroffen, das Gebäude zu sanieren und für den Einzug des Stadtarchivs und die Wiedereröffnung des Museums vorzubereiten. Dies wurde ab Anfang 1999 dann auch umgesetzt. Schließlich zog am 1. September 2001 das Stadtarchiv ein. Am 2. Oktober 2002 wurde dort das Kamener Stadtmuseum wiedereröffnet. Es erhielt den Namen „Das Haus der Stadtgeschichte“, da es die städtische Geschichtsforschung unter einem Dach vereint. Das Gebäude besteht aus zwei Stockwerken; unten befinden sich das Archiv, der Benutzerraum und die Wissenschaftliche Bibliothek, während oben das Museum und der Veranstaltungsraum sind. Außerdem gibt es auch einen Keller und ein Dachgeschoss, die als Magazin genutzt werden. Da es sich um ein ursprünglich für das Amtsgericht erbautes Gebäude handelt, gibt es auch noch einen Zellentrakt, der etwas versetzt angebaut ist.

## Stadtarchiv

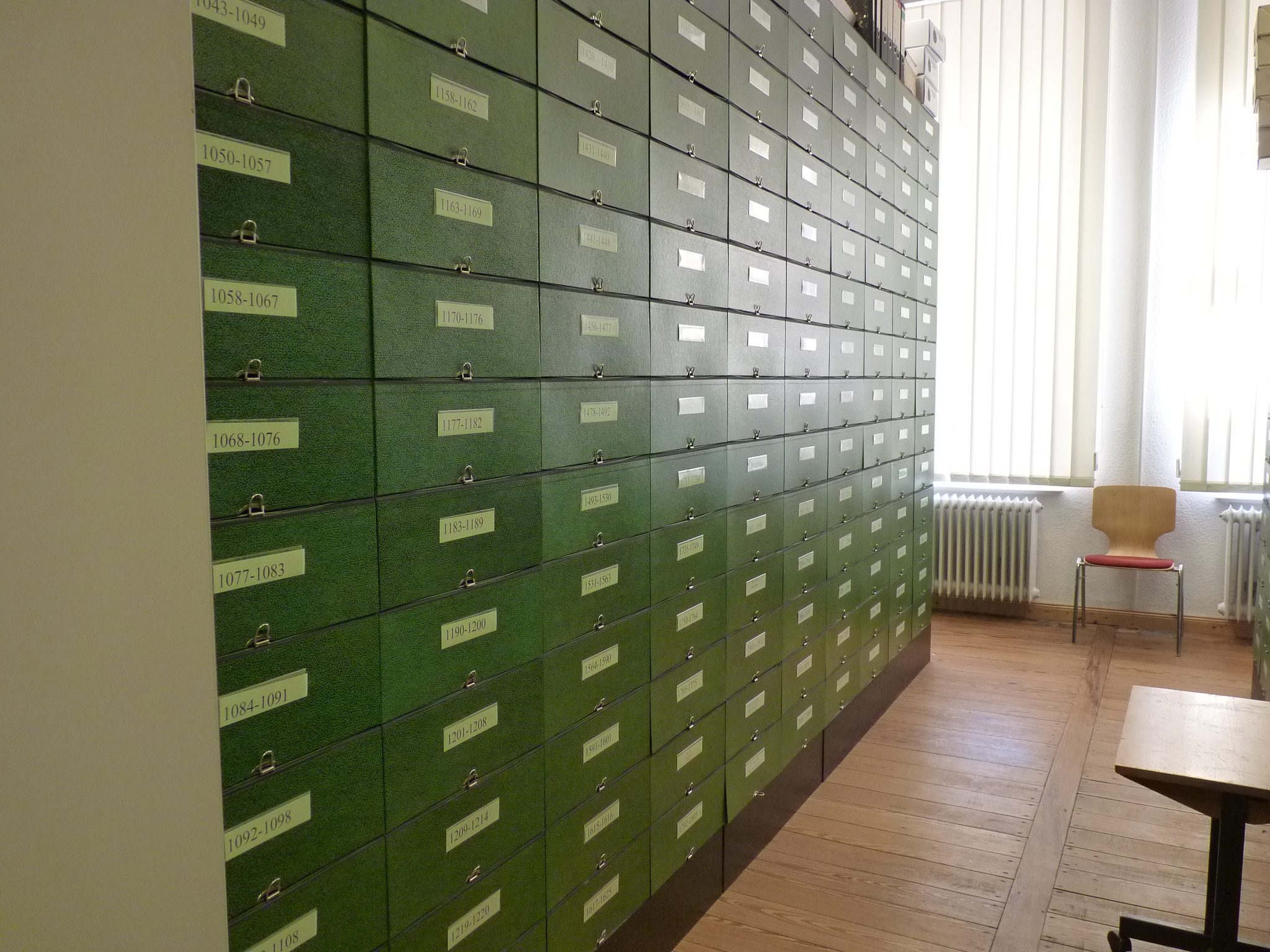
Kamener Stadtarchiv

Neben den Verwaltungsakten der Stadt Kamen sammelt das Stadtarchiv weitere historische Unterlagen, unter anderem zu Firmen, Personen, Schulen und Vereinen. Archivbenutzer können im Benutzerraum die historischen Unterlagen einsehen. Die Benutzung der Bestände ist kostenlos. Nur Fotokopien und Reproduktionen müssen geringfügig vergütet werden. Auf der Seite der Stadt Kamen können einige Texte aus dem Stadtarchiv online eingesehen werden. 

### Bestände
| Personenstandsurkunden                                  | Diese werden seit 1874 von den bestehenden Standesämtern bis zum Ablauf der Frist verwaltet, bevor sie schließlich endgültig an das Archiv übergeben werden.                                                                                     |
| Urkunden                                                | Davon über 1.000, dabei ist die älteste aus dem Jahr 1333. |
| Mehr als 10.000 weitere Archivalien                     | Dokumente, Schriftstücke, Akten, Karten, Pläne und Skizzen. |
| Historische Fotografien                                 | Ca. 5.000 zu z. B. Kamener Straßen, Gebäuden, Kamener Künstlern, Politikern, die einen Bezug zur Stadt Kamen haben. |
| Kamener Ortszeitungen seit 1874                         | Nicht vollständig. Darunter die Kamener Zeitung, die Märkische Zeitung, den Westf. Anzeiger, den Volksfreund, den Hellweger Anzeiger (der auch immer noch gesammelt wird), die Neue Volkszeitung, die Ruhr-Nachrichten und die Westf. Rundschau. |
| Fast 8.000 Bücher in der Wissenschaftlichen Bibliothek  | Diese können von Archivnutzern auch eingesehen werden, werden aber auch von den Mitarbeitern zum Nachschlagen benutzt. |
| Private Nachlässe von bedeutenden Persönlichkeiten      | z. B. Familie Gerdts oder Everhard Holtmann. |
| Deponierte Archive Kamener Vereine                      | z. B. Marineverein oder Heimatverein Westick. |
| Eine umfangreiche Sammlung von Druck- und Festschriften | |
| Wissenschaftliche Arbeiten                              | Diplom-, Examens-, Promotions-Schriften. |

## Museum
Das Kamener Stadtmuseum hat eine lange Geschichte, da es mehrfach geschlossen und dann wiedereröffnet wurde. Zuallererst war es in den 1920er Jahren als Heimatmuseum bekannt. Durch den Zweiten Weltkrieg musste es aber recht bald ausgelagert werden und wurde zuerst einmal geschlossen. 1984 wurde es dann endlich im alten Rathaus als Städtisches Museum der Stadt Kamen wiedereröffnet; dort blieb es bis 1999. Im Jahr 1999 zog die Stadtbücherei in das alte Rathaus ein. Schließlich wurde das Städtische Kamener Museum am 1. September 2002 im Haus der Stadtgeschichte nochmals wiedereröffnet, wo es sich auch bis heute befindet. Das Museum hat seit Februar 2012 eine Dauerausstellung zur Kamener Stadtgeschichte. Mit der Ausstellung wird versucht, die Entstehungsgeschichte von der germanischen Besiedlung im Seseke-Körne-Winkel bis in die heutige Zeit darzustellen. Die Ausstellung ist chronologisch angeordnet und die Museumsräume haben jeweils thematische Schwerpunkte.
| Kamen in der Ur- und Frühgeschichte/Archäologische Funde aus der Ur- und Frühgeschichte: | Unter anderem Schmuck, Bronzegefäße, Trinkgläser und Münzen, aber auch menschliche Schädel. Besonders interessant dürften vor allem die Statuetten der römischen Götter Mars, Jupiter und Minerva sein. Die Funde wurden bei Ausgrabungen in der germanischen Siedlung in Westick gefunden. |
| Kamen im Mittelalter:                                                                    | z. B. das Stadtmodell „Kamen um 1750“, was die Stadt Kamen, wie sie wahrscheinlich früher aufgebaut war, darstellt, oder die Mitmachstation für Kinder; an dieser können Helme und Kettenhauben, wie sie damals von Rittern getragen wurden, anprobiert werden.                             |
| Kamen als Handwerkerstadt:                                                               | Es werden z. B. Utensilien aus dem Weberhandwerk und der Schuhmacherwerkstatt gezeigt, aber auch Gebrauchsgegenstände eines Ackerbürger-Haushalts. |
| Die Bergbau-Vergangenheit der Stadt Kamen:                                               | Hier sind viele Exponate, die das Leben der Bergleute und ihrer Familien über und unter Tage prägten, ausgestellt. Besonders ist auch der kleine begehbare Stollen, der ausgestellt ist. |
| Jüdisches Leben in Kamen und die Zeit des Nationalsozialismus:                           | Diese werden in einem gesonderten Bereich ausgestellt. |

An drei Monitorsäulen können die Besucher sich Bilder und Filme zu den archäologischen Funden, zur Schuhmacherwerkstatt und über den Bergbau ansehen. Die Ausstellung ist selbsterklärend aufgebaut. Es können aber auch kostenlose Führungen für Gruppen beim Museumspersonal angefragt werden. Der Eintritt ist ebenfalls kostenlos. Neben der Hauptausstellung gibt es auch immer wieder sich in regelmäßigen Abständen wechselnde Ausstellungen von Kamener Künstlern, aber auch zu bestimmten Historischen Themen mit Bezug zur Stadt Kamen.

### Museumsförderverein
Im Juni 1999 wurde zur Unterstützung des Hauses der Kamener Stadtgeschichte der „Förderverein der Kamener Stadt- und Kulturgeschichte e. V.“ gegründet. Dieser unterstützt das Museum und das Archiv z. B. beim Ankauf von Einrichtungsgegenständen, wie Vitrinen, Sammlungsgut, also Exponaten, fördert wissenschaftliche Arbeiten, die einen lokalen historischen Bezug aufweisen, fördert die Herausgabe eigener sowie fremder Publikationen mit einem Bezug zu Kamen, beteiligt sich an Durchführungen von Ausstellungen, Vorträgen, Festen und Veranstaltungen und Archiv- und Museumspädagogischen Programmen.